# Borgeous
John Borger (Miami, Florida; 18 de mayo de 1978), conocido por su nombre artístico Borgeous, es un DJ, remezclador y productor discográfico estadounidense. En el año 2014, entró en la encuesta anual del Top 100 de DJmag en el puesto #87 y en el año 2015, ocupó el puesto #74.

## Biografía
Debutó a principios de 2013, con el lanzamiento de pistas tales como "From Cali With Love", "GANGSTEROUS", "Rags to Riches" y "AGGRO" y algunas versiones bootleg de canciones de Rihanna y Ciara, fueron distribuidos gratuitamente en su SoundCloud. Sin embargo, fue con el lanzamiento del sencillo "Tsunami", en colaboración con el dúo canadiense DVBBS lograría el reconocimiento internacional. Fue editado en agosto de 2013 por el sello Doorn Records, alcanzando el primer puesto en la lista de ventas del portal digital Beatport. También obtuvo el número uno en la lista de sencillos de los Países Bajos y Bélgica y fue considerado por la revista Billboard como la pista más tocada en el festival Tomorrowland. Luego del éxito de "Tsunami", DVBBS y Borgeous captaron la atención del dúo belga Dimitri Vegas & Like Mike, ya que en noviembre de ese mismo año, lanzaron en coproducción el sencillo "Stampede" por el sello Spinnin' Records. En marzo de 2014, relanzaron una versión vocal del sencillo "Tsunami" bajo el título «Tsunami (Jump)» que incluye la participación de Tinie Tempah, lo que le permitió alcanzar el número uno en el Reino Unido.

## Discografía

### Álbum de estudio
- 2016: "13" (Geousus Records/Casablanca Records/Sony Music)
- 2020: "My Own Way" (Geousus Records/Casablanca Records)

### Sencillos y EPs
- 2012: "From Cali With Love"
- 2013: "GANGSTEROUS"
- 2013: "Rags to Riches"
- 2013: "AGGRO"
- 2013: "Tsunami" (con DVBBS) (Doorn/Spinnin' Records)
- 2013: "Stampede" (con Dimitri Vegas & Like Mike y DVBBS) (Spinnin' Records)
- 2014: "Invincible" (Spinnin' Records)
- 2014: "Tsunami (Jump)" (con DVBBS feat. Tinie Tempah) (Ministry of Sound)
- 2014: "Celebration" (Spinnin' Records)
- 2014: "Wildfire" (Doorn/Spinnin' Records)
- 2014: "Beast" (con Thomas Gold) (Spinnin' Records)
- 2014: "Breathe" (Doorn/Spinnin' Records)
- 2014: "Break The House" (con Tony Junior) (Spinnin' Records)
- 2014: "Toast" (feat. DJ Whoo Kid, Wiz Khalifa y Waka Flocka Flame)
- 2014: "Tutankhamun" (con Dzeko & Torres) (Musical Freedom)
- 2014: "This Could Be Love" (con Shaun Frank feat. Delaney Jane) (Spinnin' Records)
- 2015: "They Don't Know Us" (Spinnin' Records)
- 2015: "Big Bang " (con David Solano) (Life In Color 2015 Anthem) (Doorn/Spinnin' Records)
- 2015: "Zero Gravity" (feat. Lights) (Spinnin' Records)
- 2015: "Lovestruck" (con Mike Hawkins) (Spinnin' Records)
- 2015: "Machi" (con Ryos) (Spinnin' Records)
- 2015: "Souls " (feat. M.BRONX) (Spinnin' Records)
- 2015: "Sins" (Spinnin' Records) {Free Download}
- 2015: "Yesterday" (con Zaeden) (Spinnin' Records)
- 2016: "Ride It" (con Rvssian y M.R.I feat. Sean Paul) (13) (Geousus Records/Casablanca Records/Sony Music)
- 2016: "Wanna Lose You" (con Tydi) (13) (Geousus Records/Casablanca Records/Sony Music/Exodo Music)
- 2016: "Savage" (con Riggi & Piros Feat. Lil Jon) (13) (Geousus Records/Casablanca Records/Sony Music)
- 2016: "Lost & Found" (con 7 Skies Feat. Neon Hitch) (13) (Geousus Records/Casablanca Records/Sony Music)
- 2017: "Coffe Can Money" (con MORTEN Feat. RUNAGROUND) (Geousus Records/Casablanca Records)
- 2017: "Feel So Good" (con Riggi & Piros) (Geousus Records/Casablanca Records)
- 2017: "Hold Up" (con MORTEN) (Dim Mak Records)
- 2017: "Give Em What They Came For" (con Tre Sera feat. Avena Savage) (Geousus Records/Casablanca Records)
- 2017: "You" (Geousus Records/Casablanca Records)
- 2017: "Sweeter Without You" (con Taylr Renee) (Geousus Records/Casablanca Records)
- 2018: "Making Me Feel" (Geousus Records/Casablanca Records)
- 2018: "Dear Me," (Geousus Records/Casablanca Records)
  - "Switchblade" (con Jared Watson)
  - "Alive" (con IAMSU)
  - "Sun Goes Down"
  - "All That I Need"
  - "Idwgaf" (con Alex Isaak)
- 2018: "Make Me Yours" (con Zack Martino) (Armada Music)
- 2018: "Famous" (feat. Morgan St. Jean) (Musical Freedom)
- 2018: "Only Love" (feat. NEVVE) (Geousus Records/Casablanca Records)
- 2019: "Leave" (con Jordyn Jones) (Geousus Records/Casablanca Records)
- 2019: "Better Anyway" (con RUNAGROUND) (Armada Music)
- 2019: "Lights Out" (Geousus Records/Casablanca Records)
  - "Everybody"
  - "Bad Boi"
  - "Runnin'"
  - "Another Day"
- 2019: "Alcohol" (Proximity)
- 2019: "Nobody" (Geousus Records/Casablanca Records)
- 2020: "Night & Day" (My Own Way) (Geousus Records/Casablanca Records)
- 2020: "That's When I Leave Ya" (My Own Way) (Geousus Records/Casablanca Records)
- 2020: "Rescue Me" (con Sophie Simmons) (My Own Way) (Geousus Records/Casablanca Records)
- 2020: "Don't Be Scared" (My Own Way) (Geousus Records/Casablanca Records)
- 2020: "At Midnight" (My Own Way) (Geousus Records/Casablanca Records)
- 2020: "Underground" (My Own Way) (Geousus Records/Casablanca Records)
- 2020: "Closer" (My Own Way) (Geousus Records/Casablanca Records)
- 2020: "Someone Save Me" (My Own Way) (Geousus Records/Casablanca Records)
- 2021: "Never Know" (con Leah Culver) (Geousus Records/Casablanca Records)
- 2021: "Stop Drop" (Geousus Records/Casablanca Records)
- 2021: "Back & Forth" (con Brad Wood) (Geousus Records/Casablanca Records)
- 2021: "Lightspeed" (con Zagata) (Geousus Records/Casablanca Records)
- 2022: "Watch This" (Geousus Records/Casablanca Records)
- 2022: "Infinity" (con Kastra y Luxtides) (Geousus Records/Casablanca Records)
- 2022: "Worst Enemy" (con Taylr Renee) (Geousus Records/Casablanca Records)
- 2022: "You're Not Mine" (Geousus Records/Casablanca Records)
- 2022: "Ruin LA" (Geousus Records/Casablanca Records)

### Remixes
- 2013: Ciara – "Goodies" (Borgeous Remix)
- 2013: Rihanna – "Pour It Up" (The Cataracs & Borgeous Remix)
- 2014: Havana Brown – "Warrior" (Borgeous Remix)
- 2014: Afrojack feat. Wrabel – "Ten Feet Tall" (Borgeous Remix)
- 2014: Dirty Heads – "My Sweet Summer" (Borgeous Remix)
- 2014: Lights – "Up We Go" (Borgeous Remix)
- 2015: K Theory – "Night Lights" (Borgeous Remix)
- 2015: Morgan Page feat. The Oddictions & Britt Daley – "Running Wild" (Borgeous Remix)
- 2016: Icona Pop - "Brightside" (Borgeous Remix)
- 2017: Dirty Heads - "Oxygen" (Borgeous Remix)
- 2018: Marshmello & Anne-Marie – "Friends" (Borgeous Remix)
- 2020: Anne-Marie – "Birthday" (Borgeous Remix)
- 2022: Dirty Heads - "Vacation" (Borgeous Remix)

### Futuros Lanzamientos
- 2017: "Hurricane" (Con DVBBS) (Spinnin' Records)